# Liste des musées de Cumbria
Cette liste des musées de Cumbria, Angleterre contient des musées qui sont définis dans ce contexte comme des institutions (y compris des organismes sans but lucratif, des entités gouvernementales et des entreprises privées) qui recueillent et soignent des objets d'intérêt culturel, artistique, scientifique ou historique. leurs collections ou expositions connexes disponibles pour la consultation publique. Sont également inclus les galeries d'art à but non lucratif et les galeries d'art universitaires. Les musées virtuels ne sont pas inclus.

## Musées
| Nom                                 | Image | Ville                 | Type              | Commentaire |
| ----------------------------------- | ----- | --------------------- | ----------------- | --- |
| Abbot Hall Art Gallery              |       | Kendal                | Art               | Collections inclus George Romney, J M W Turner, XVIIIe et aquarelles du XIXe siècle, et des peintures modernes                                                       |
| Armitt Library                      |       | Ambleside             | Multiple          | L'histoire locale, l'histoire naturelle, dispose de plus de 450 aquarelles de Beatrix Potter des sujets archéologiques et biologiques                                |
| The Beacon, Whitehaven              |       | Whitehaven            | Multiple          | website, histoire, l'art, l'industrie, l'histoire naturelle, patrimoine maritime locale                                                                              |
| Beatrix Potter Gallery              |       | Hawkshead             | Art               | Opérée par le National Trust, croquis originaux et aquarelles de Beatrix Potter pour ses livres                                                                      |
| Birdoswald Roman Fort               |       | Gilsland              | Archéologie       | Fort romain |
| Blackwell                           |       | Bowness-on-Windermere | Maison historique | Arts and Crafts Movement maison de style du XXe siècle , avec des chambres d'époque, des expositions d'art                                                           |
| Brantwood                           |       | Coniston              | Maison historique | Maison et musée du critique d'art John Ruskin, des expositions d'art, des jardins et des terrains                                                                    |
| Brougham Hall                       |       | Brougham              | Maison historique | Maison de campagne restaurée avec des expositions d'histoire locale                                                                                                  |
| Carlisle Castle                     |       | Carlisle              | Militaire         | Exploité par English Heritage, forteresse historique et musée du Duke of Lancaster's Regiment                                                                        |
| Cumberland Pencil Museum            |       | Keswick               | Industrie         | Pencil making |
| Dalemain Estate                     |       | Ullswater             | Maison historique | Médiéval, Tudor et début maison géorgienne et les jardins Lake District                                                                                              |
| Dalton Castle                       |       | Dalton-in-Furness     | Local             | Exploité par le National Trust, XIVe siècle peel tower histoire locale                                                                                               |
| Derwent Island House                |       | Keswick               | Maison historique | Exploité par le National Trust, maison du XVIIIe siècle sur une île, ouvert seulement quelques jours par an par billet chronométré                                   |
| Dock Museum                         |       | Barrow-in-Furness     | Local             | L'histoire, la construction navale, l'industrie sidérurgique locale, bombardements pendant la Seconde Guerre mondiale                                                |
| Dove Cottage                        |       | Grasmere              | Maison historique | Maison et musée du poète William Wordsworth |
| Guildhall Museum, Carlisle          |       | Carlisle              | Maison historique | website, 1407 Bâtiment avec des éléments liés à Guilds |
| Haig Colliery Mining Museum         |       | Whitehaven            | Mine              | Mine de charbon |
| Hawkshead Grammar School Museum     |       | Hawkshead             | Education         | École historique datant du XVIIe siècle |
| Helena Thompson Museum              |       | Workington            | Multiple          | Pièces d'époque, costumes, arts décoratifs, l'histoire locale, l'industrie, la culture, l'agriculture (website)                                                      |
| Heron Corn Mill                     |       | Beetham               | Mill              | moulin à eau du XVIIIe siècle |
| Hill Top                            |       | Near Sawrey           | Maison historique | Exploité par le National Trust, la maison de l'auteur Beatrix Potter                                                                                                 |
| Holker Hall                         |       | Grange-over-Sands     | Maison historique | Grande maison et jardins |
| Hub of the North Pennines Museum    |       | Alston                | Multiple          | website, Voitures anciennes, motos, vélos, histoire locale, l'agriculture, modèle de chemin de fer                                                                   |
| Hutton in the Forest                |       | Penrith               | Maison historique | Manoir Médiéval et jardins |
| Kendal Museum                       |       | Kendal                | Multiple          | L'histoire locale, la culture, l'archéologie, la géologie, l'histoire locale et naturelle du monde, la Grande-Bretagne romaine, l'Égypte ancienne                    |
| Keswick Museum and Art Gallery      |       | Keswick               | Multiple          | L'histoire locale, l'histoire naturelle, les minéraux, l'art, collection de bizarreries                                                                              |
| Lakeland Motor Museum               |       | Backbarrow            | Automobile        | Voitures et des souvenirs classiques |
| Laurel and Hardy Museum             |       | Ulverston             | Biographie        | website, Équipe de la comédie Laurel et Hardy |
| Levens Hall                         |       | Kendal                | Maison historique | Manoir, jardin topiaire, véhicule à vapeur et de collection de moteur                                                                                                |
| Maryport Maritime Museum            |       | Maryport              | Maritime          | website, Maryport maritime et de l'histoire de la peinture, également à l'industrie, sociale et histoire politique                                                   |
| Millom Discovery Centre             |       | Millom                | Local             | Affiche de magasin du XIXe siècle, les mines de fer, les commerces ruraux, l'agriculture, l'archéologie, poète Norman Nicholson, l'histoire locale                   |
| Mirehouse                           |       | Keswick               | Maison historique | Maison du XVIIe siècle et les jardins avec des connexions[Quoi ?] avec Alfred Tennyson, Edward Fitzgerald, Thomas Carlyle et William Wordsworth                      |
| Muncaster Castle                    |       | Ravenglass            | Maison historique | Château décoré, jardins |
| Museum of Lakeland Life             |       | Kendal                | Multiple          | L'histoire locale, chambres d'époque, l'agriculture, l'exploitation minière, Arts & Crafts, costumes                                                                 |
| Nenthead Mines Heritage Centre      |       | Nenthead              | Mine              | website, Passé minier minéral de la North Pennines, le plomb et les mines de zinc, l'équipement, les bâtiments                                                       |
| Quaker Tapestry                     |       | Kendal                | Religions         | 77 panneaux brodés illustrant l'histoire des Quakers du XVIIe siècle à nos jours                                                                                     |
| Penrith and Eden Museum             |       | Penrith               | Local             | website, Histoire locale, la géologie, l'archéologie |
| Ravenglass & Eskdale Railway        |       | Ravenglass            | Rail              | Patrimoine du chemin de fer et musée à la gare |
| Rheged Centre                       |       | Penrith               | Art               | website, Attraction avec des galeries d'art et de la photographie, aussi des films, des magasins, des aires de jeux 3D                                               |
| Rum Story                           |       | Whitehaven            | Industrie         | Histoire du rhum Le commerce et la création de rhum, situé dans une boutique et 1785 entrepôts de négoce d'origine                                                   |
| Ruskin Museum                       |       | Coniston              | Local             | L'histoire locale, l'extraction du cuivre, de l'ardoise, la géologie, de la dentelle, l'agriculture, critique d'art John Ruskin, voiture et moto Donald Campbell     |
| Rydal Mount                         |       | Ambleside             | Maison historique | Maison et musée du poète William Wordsworth |
| Senhouse Roman Museum               |       | Maryport              | Archéologie       | website, Site du fort romain Alauna, artefacts |
| Sir John Barrow Cottage             |       | Ulverston             | Maison historique | Lieu de naissance de Sir John Barrow (1er Baronnet), actuellement fermé                                                                                              |
| Château de Sizergh                  |       | Helsington            | Maison historique | Opérée par le National Trust, château médiéval, maison seigneuriale et jardin, forêts                                                                                |
| Solway Aviation Museum              |       | Carlisle              | Aviation          | Situé à la Carlisle Lake District Airport, Seconde Guerre mondiale l'histoire aéronautique et l'aviation locale                                                      |
| Solway Coast Discovery Centre       |       | Silloth               | Local             | website, Histoire, la culture, l'histoire naturelle, galerie d'art locale                                                                                            |
| Stott Park Bobbin Mill              |       | Newby Bridge          | Industrie         | Opérée par le English Heritage, bâtiment de production industrielle de bobines de bois                                                                               |
| Threlkeld Quarry & Mining Museum    |       | Threlkeld             | Mine              | website, Ancienne carrière microgranite, des expositions, des outils et des artefacts de mines de la région                                                          |
| Townend                             |       | Troutbeck             | Maison historique | Opérée par le National Trust, la maison d'une riche famille d'agriculteurs                                                                                           |
| Tullie House Museum and Art Gallery |       | Carlisle              | Multiple          | Grande-Bretagne romaine, art contemporain et historique, art décoratif, les costumes et les textiles, l'histoire naturelle, archéologie histoire sociale de Carlisle |
| Windermere Steamboat Museum         |       | Windermere            | Maritime          | Collection de bateaux, musée en cours de développement |
| Wordsworth House                    |       | Cockermouth           | Maison historique | Opérée par le National Trust, Maison de ville géorgienne du XVIIIe siècle, la maison d'enfance du poète William Wordsworth                                           |
| World in Miniature Museum           |       | Houghton              | Jouet             | website, Collection of miniature Chambre meublée |

## Musées fermés
- Cars of the Stars Motor Museum, Keswick, fermé en 2011[2]
- Cumberland Toy and Model Museum, Cockermouth, website
- Florence Mine Heritage Centre[3], Egremont
- James Bond Museum, Keswick, fermé en 2011[4]
- Keswick Mining Museum, Cotehill, website
- Lanternhouse International, Ulverston, website
- RAF Millom Museum, fermé en 2010